# Cryphia viridior
Cryphia viridior là một loài bướm đêm trong họ Noctuidae.